# Wadim Wiktorowitsch Solotuchin
Wadim Wiktorowitsch Solotuchin (russisch Вадим Викторович Золотухин; englisch: Vadim Viktorovich Zolotuhin oder Vadim Zolotukhin, * 15. Juni 1967 in Uljanowsk; † 3. Juni 2021) war ein russischer Lepidopterologe.

## Leben
Nach seinem Schulabschluss im Jahr 1984 studierte Solotuchin Biologie und Chemie an der Pädagogischen Hochschule Uljanowsk. 1988 setzte er sein Studium an der Staatlichen Universität Sankt Petersburg fort, um sich am Lehrstuhl für Entomologie weiter zu spezialisieren.
Im September 1991 wurde er Lehrer an der Staatlichen Pädagogischen Universität Uljanowsk am Lehrstuhl für Zoologie und gab Lehrgänge in den Fachbereichen Wirbellosenzoologie, Zellbiologie und Genetik. Ab Oktober 1999 war er Dozent.
Im Dezember 1991 wurde er Aspirant am Lehrstuhl für Entomologie der Staatlichen Universität Sankt Petersburg, wo er 1994 mit der Dissertationsschrift Коконопрядообразные чешуекрылые (Lepidoptera, Lasiocampoidea) Палеарктики (Die Lasiocampiden (Lepidoptera, Lasiocampoidea) der Paläarktis) zum Kandidaten der Wissenschaften promoviert wurde. Von August 1994 bis Juli 1995 hatte er ein einjähriges Stipendium des Deutschen Akademischen Austauschdienstes beim Forschungsinstitut und Museum Koenig in Bonn, wo er über chinesische Lasiocampidae arbeitete. Im Herbst 1997 folgte ein dreimonatiger Studienaufenthalt am selben Institut im Rahmen eines Stipendiums der Deutschen Forschungsgemeinschaft.
Solotuchin befasste sich mit paläarktischen und afrikanischen Arten und Gattungen aus den Familien der Glucken und Echten Spinnern sowie mit der Lepidopteren-Fauna des mittleren Wolga-Gebietes.
Neben zahlreichen Arten beschrieb Solotuchin die Gattungen Falcogona, Eleganteda, Gorgonella, Ammacosola, Beriola, Cheligium, Diquishia, Ectropona, Gelo, Grellada, Gufria, Hecata, Marmonna, Morongea, Nirbiana, Opisthoheza, Pachytrina, Pallastica, Pellecebra, Rotunda, Selena, Similodora, Soligena, Sonitha, Sophyrita, Theophasida und Tragoptyssa.

## Dedikationsnamen
Nach Solotuchin sind die Gattung Zolotuhinia sowie zahlreiche Arten, darunter Mustilia zolotuhini, Racinoa zolotuhini, Ochyrotica zolotuhini, Danielithosia zolotuhini, Pseudomiltochrista zolotuhini, Olona zolotuhini und Tarsozeuzera vavizola benannt.